# Sinclair Hood
Martin Sinclair Frankland Hood (* 31. Januar 1917 in Queenstown, Irland; † 18. Januar 2021), im Allgemeinen bekannt als Sinclair Hood, war ein britischer Klassischer Archäologe, der von 1954 bis 1962 Direktor der British School of Archaeology in Athen (BSA) war und von 1957 bis 1961 die Ausgrabungen in Knossos leitete.

## Leben
Hood wurde in Queenstown (heute Cobh) im Süden Irlands als einziger Sohn des Martin Hood und seiner Ehefrau Frances (geb. Winants) geboren. Seine Mutter war Amerikanerin, sein Vater war Korvettenkapitän in der Königlich Britischen Marine, starb aber, als Hood zwei Jahre alt war.
Hood besuchte in London die Harrow School. Anschließend studierte er am Magdalen College in Oxford. 1938 erhielt er einen Degree in Modern History. Als Pazifist verweigerte er während des Zweiten Weltkriegs den Kriegsdienst aus Gewissensgründen; er wurde daraufhin im Zivilschutz (Civil Defence) in London eingesetzt. 1939 erlangte er seinen Master of Arts (MA) in Oxford.
Nach dem Krieg studierte er an der Universität London bei Kathleen Kenyon und Vere Gordon Childe. 1947 machte er sein Diplom in Prähistorischer Europäischer Archäologie (Prehistoric European Archaeology).
Anschließend war er 1947–1948 und 1951–1953 Stipendiat an der British School of Archaeology in Athen. Von 1948 bis 1949 war er Stipendiat am British Institute of Archaeology in Ankara.
Von 1949 bis 1951 war Hood stellvertretender Direktor (Assistant Director) der British School at Athens; von 1954 bis 1962 diente er als deren Direktor.
1969 war er Geddes-Harrower Visiting Professor of Greek Art and Archaeology an der University of Aberdeen, 1973 Norton Lecturer für das Archaeological Institute of America, 1981 Visiting Fellow an der British School at Athens. Im Winter 1981/1982 war er Guest Scholar am J. Paul Getty Museum in Malibu.
Hood heiratete 1957 Rachel Simmons (1931–2016), eine Archäologin an der British School at Athens, die an den Ausgrabungen in Chios mitarbeitete. Dem Ehepaar wurden die Kinder Martin, Mary und Dictynna Hood geboren.
1953 wurde er Mitglied der Society of Antiquaries of London, 1981 Mitglied der British Academy. Er starb im Januar 2021, zwei Wochen vor seinem 104. Geburtstag.

## Werk
Hood arbeitete überwiegend in Griechenland und der Türkei, aber auch in dem damals unter Völkerbundsmandat stehenden Palästina. Hood war an einer größeren Zahl von Ausgrabungen beteiligt (‡ als Direktor oder Kodirektor der Ausgrabungen):
- Dorchester (Oxfordshire): römische Siedlung, 1937
- London Borough of Southwark: römische und mittelalterliche Siedlungsreste, 1946
- ‡ Compton (Berkshire): römische Begräbnisstätte und Einäscherungsplatz, 1946–1947
- Dorchester (Oxfordshire): neolithischer und bronzezeitlicher Friedhof, 1947
- Tell esh Sheikh, 1948
- Alt-Smyrna (Izmir), 1948–1949
- Atchana, 1948–1949
- ‡ Tabara el Akrad, 1948–1949
- Sakçe-Gözü, 1950
- Mykene, 1950–1952
- Jericho, 1952
- ‡ Knossos, 1950–1951, 1953–1955, 1957–1961, 1973, 1987
- ‡ Chios: Kofina Ridge, 1952
- ‡ Chios: Emporio, 1952–1955
- Phylakopi (Milos), 1974–1976
- Palaiokastro (Kreta), 1986

In den Jahren 1950–1951, 1953–1955, 1957–1961, 1973 und 1987 grub die British School in Athen in Knossos unter seiner Leitung, die Arbeiten von Arthur Evans fortsetzend. Die Ausgrabungen in Knossos und die wissenschaftlichen Veröffentlichungen über die minoische Kultur können als das Hauptwerk Hoods betrachtet werden. Für die Insel Chios eröffneten die Ausgrabungen der British School in Athen zusammen mit John Boardman in den Jahren 1938–1955 in Emporio und Agio Gala einen Blick in dreitausend Jahre Vor-, Früh- und byzantinische Geschichte.

## Veröffentlichungen (Auswahl)
Eine Liste aller Veröffentlichungen Hoods findet sich in seiner Festschrift von 1994 auf den Seiten XX–XXV.
- (1958) (mit D. Smollett und P. de Jong): Archaeological Survey of the Knossos Area. London: British School at Athens.
- (1967): The Home of the Heroes: The Aegean Before the Greeks. London: Thames & Hudson.
- (1967) (bearb. von Arthur Evans; hrsg. zus. mit Mark Cameron) Knossos Fresco Atlas. Farnborough, Hants: Gregg.
- (1971) (Hrsg.): The Minoans: Crete in the Bronze Age. (Ancient Peoples and Places, Bd. 75). London: Thames & Hudson. 239 S.
- (1978): The Arts in Prehistoric Greece. (The Pelican History of Art, vol. 42). Harmondsworth: Penguin Books (most recent reprint New Haven, Connecticut [u. a.]: Yale University Press, 1994). ISBN 0-300-05287-1, ISBN 978-0-300-05287-9.
- (1981) (mit David Smyth) Archaeological Survey of the Knossos Area; with a Section on the Physical Environment of Knossos Area by Neil Roberts. London: British School at Athens. (The British School of Archeology at Athens. Annual of the British School at Athens, Supplementary vol. no. 14). 2. revidierte u. erweiterte Aufl.
- (1981): (mit William Taylor) The Bronze Age Palace at Knossos: Plan and Sections. London: British School at Athens (The British School of Archeology at Athens. Annual of the British School at Athens, Supplementary vol. no. 13).
- (1981/82) (mit Beiträgen von Juliet Clutton-Brock und Perry G. Bialor): Excavations in Chios 1938–1955: Prehistoric Emporio and Ayio Gala. Vol. I-II. Oxford: Alden Press (The British School of Archeology at Athens. London: Thames and Hudson, Annual of the British School at Athens, Supplementary vol. no. 15-16).
- (1989) (mit Michael Ballance, John Boardman und Spencer Corbett): Excavations in Chios 1952–1955: Byzantine Emporio. London: Thames and Hudson (The British School of Archeology at Athens. Annual of the British School at Athens, Supplementary vol. no. 20).
- (2011): (mit Beiträgen von Gerald Cadogan): Knossos Excavations 1957–61: Early Minoan. (The British School of Archeology at Athens. Annual of the British School at Athens, Supplementary vol. no. 46). London: British School at Athens. ISBN 978-0-904887-64-8, 0-904887-64-2.
- (2020) (herausgegeben von Lisa Maria Bendall): The Masons’ Marks of Minoan Knossos (= BSA Supplementary Volume 49). 2 Teilbände, British School at Athens, Athen 2020, ISBN 978-0-904887-71-6.

## Festschrift
- Don Evely, Helen Hughes-Brock, Nicoletta Momigliano (Hrsg.): Knossos: A Labyrinth of History. Papers Presented in Honour of Sinclair Hood. Oxbow Books [u. a.], Oxford 1994 (Frontispiz: Porträtfoto; S. XIX Kurzbiographie; S. XX-XXV Schriftenverzeichnis).